# Sundby (Ekerö)
Sundby is een plaats in de gemeente Ekerö in het landschap Uppland en de provincie Stockholms län in Zweden. De plaats heeft 271 inwoners (2005) en een oppervlakte van 19 hectare.